# Aphis montanicola
Aphis montanicola är en insektsart som beskrevs av Ossiannilsson 1959. I den svenska databasen Dyntaxa används istället namnet Aphis pulsatillae. Aphis montanicola ingår i släktet Aphis och familjen långrörsbladlöss. Arten är reproducerande i Sverige. Inga underarter finns listade i Catalogue of Life.